# شورلت مونزا
شورلت مونزا (Chevrolet Monza) خودرویی است که در سال‌های ۱۹۷۴ تا ۱۹۸۰ تولید شده‌است.
این خودرو در کلاس خودرو کامپکت کوچک قرار گرفته و طراحی آن خودروهای موتور جلو-محور عقب بوده طول آن در حالت طبیعی ۱۷۹٫۳ اینچ (۴٬۵۵۴ میلیمتر) است. سیستم جعبه‌دنده آن ۳ دنده به دو صورت اتوماتیک و دستی است.

## نگارخانه

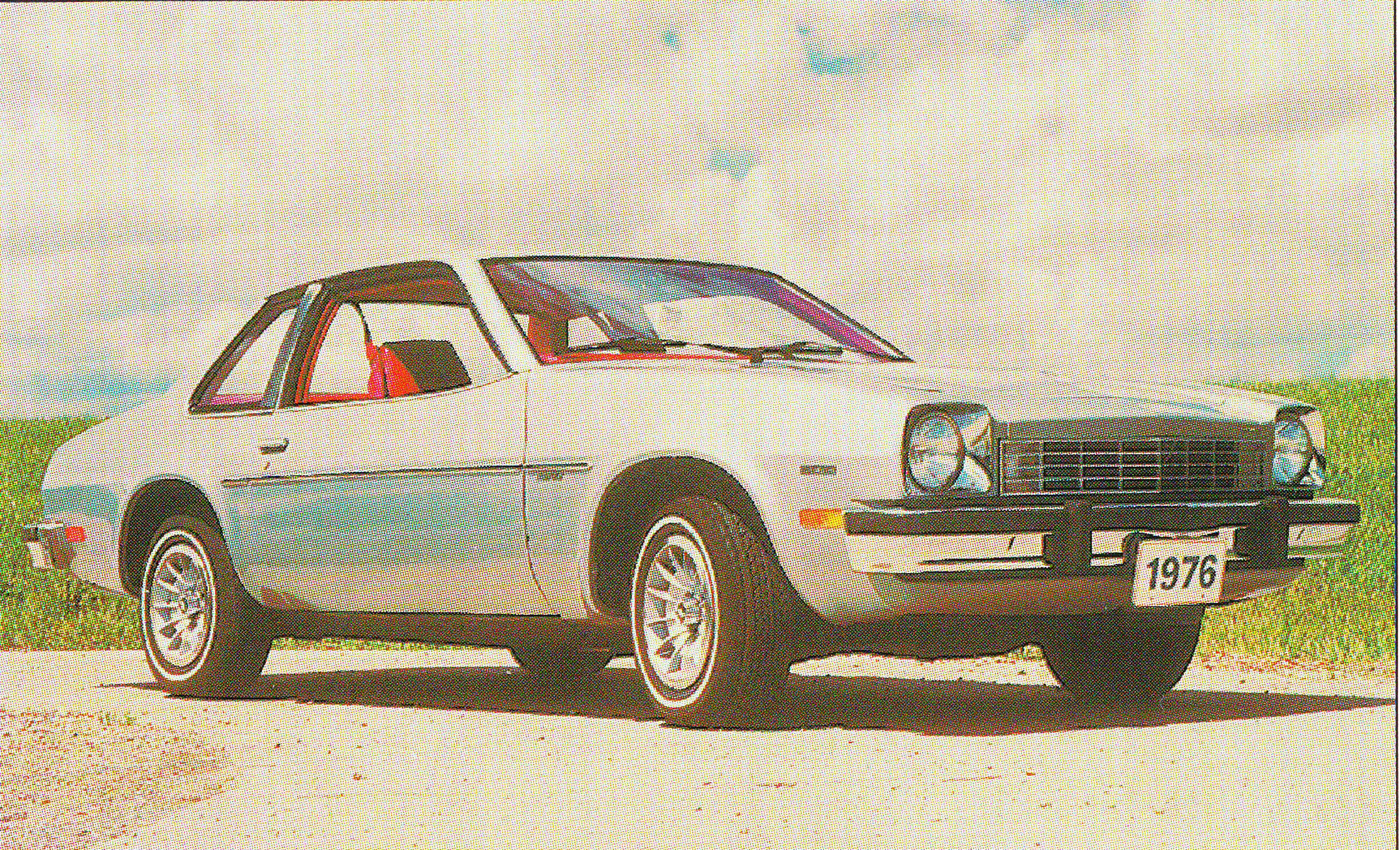
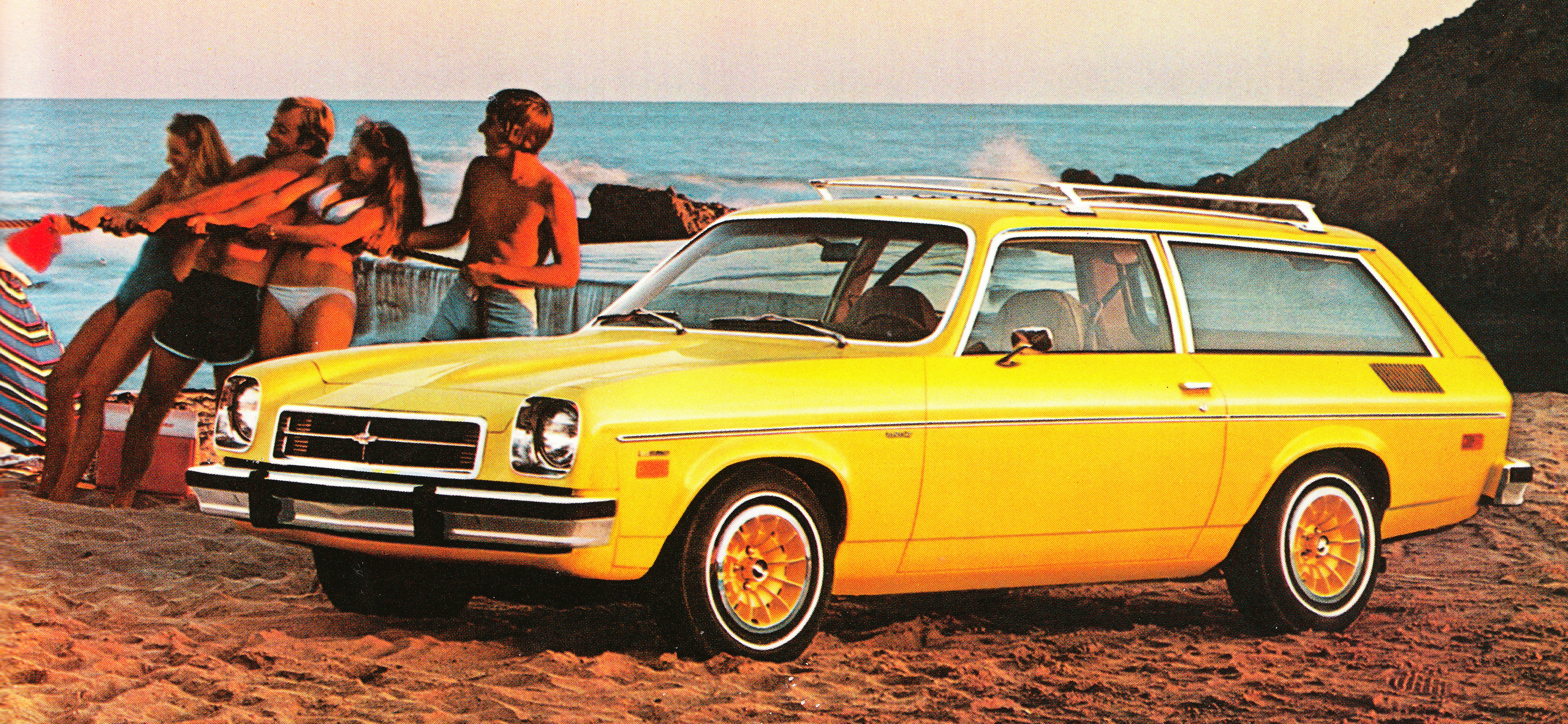